# Ley de la física
Una ley física o ley natural es un enunciado que describe una relación específica e inmutable entre entidades físicas, que fue establecida sobre la base de evidencia empírica y hechos concretos, aplicable a un grupo definido de fenómenos y condiciones. Frecuentemente para la mayor parte de las leyes de la física se dispone además de una teoría física que permite deducir dicha ley de consideraciones más abstractas.
Las leyes físicas suelen ser conclusiones basadas en observaciones y experimentos científicos repetidos a lo largo de varios años y que han sido aceptados por la comunidad científica. La creación de una descripción sumaria de nuestro entorno es una de las aspiraciones fundamentales de la ciencia. No todos los autores utilizan estos términos de igual forma.
Tanto el concepto de ley natural en sentido político legal como el de ley natural o física en el sentido científico derivan de la palabra griega phýsis (que se traduce al latín como «natūra»). La distinción entre ambos es una noción moderna.

## Descripción
Se han identificado varias propiedades generales de las leyes físicas como se ha señalado, aunque algunas de las caracterizaciones no son originales de estos autores. Las leyes físicas son:
- Verdaderas, al menos en su ámbito de validez. Por definición, nunca se han producido observaciones repetidas que las contradigan.
- Universales. Pueden aplicarse en cualquier lugar del universo. (Davies, 1992:82)
- Simples. Normalmente se expresan en términos de una sola ecuación matemática. (Davies)
- Absolutas. Nada en el universo parece afectarles. (Davies, 1992:82)
- Estables. No han cambiado desde que se descubrieron (aunque se haya demostrado que eran aproximaciones a leyes más precisas; véase abajo «Leyes como aproximaciones»),
- Omnipotentes. Aparentemente, todo en el universo las cumple (según las observaciones). (Davies, 1992:83)
- En general, conservan la magnitud. (Feynman, 1965:59)
- Con frecuencia, expresan homogeneidades (simetrías) existentes del espacio y el tiempo. (Feynman)
- En teoría, suelen ser reversibles en el tiempo (si no son cuánticas), aunque el propio tiempo es irreversible. (Feynman)

Las leyes físicas se distinguen de las teorías científicas por su simplicidad. Las teorías científicas suelen ser más complejas que las leyes, se componen de varias partes y es más probable que sufran cambios al realizarse más análisis y aumentar el número de datos experimentales. Esto sucede porque una ley física es una observación sumaria de hechos estrictamente empíricos, mientras que una teoría es un modelo que registra las observaciones, las explica, las relaciona con otras observaciones y hace predicciones ponderables basadas en ella. Definiéndola de forma simple, una ley registra que algo sucede, mientras que una teoría explica por qué y cómo sucede.
Ejemplos.
Algunas de las leyes más famosas de la naturaleza se encuentran en las teorías de Isaac Newton de la (hoy) mecánica clásica presentadas en su Philosophiæ naturalis principia mathematica, y en la teoría de la relatividad de Albert Einstein. Otros ejemplos de leyes naturales serían la ley de Boyle-Mariotte de los gases, las leyes de conservación, las cuatro leyes de la termodinámica, etc.

## Naturaleza de las leyes físicas
Esta sección presenta una clasificación de las leyes físicas en diferentes tipos, y que al mismo tiempo pretende dar cuenta de porqué son universales, estables y absolutas. Sin embargo, a partir del siglo XX y el descubrimiento de la mecánica cuántica, la epistemología de las leyes físicas fue objeto de cierto debate (aun sin cerrar), sobre cual es la naturaleza de la leyes físicas Este debate se refleja en la diferencia posturas entre Albert Einstein y Niels Bohr sobre la propia mecánica cuántica. Por un lado, Einstein sostenía que las leyes deben explicar lo real, mientras que Bohr apoyaba una explicación minimalista, llamada interpretación de Copenhague. Igualmente, antes de la mecánica cuántica se consideraba que el principio de causalidad era inherente a las leyes físicas, aunque esto ha sido puesto en duda a la luz de la propia mecánica cuántica y la teoría cuántica de campos.

### Leyes como consecuencia de simetrías matemáticas
Otras leyes reflejan simetrías matemáticas que se encuentran en la naturaleza (por ejemplo, el principio de exclusión de Pauli refleja la identidad de los electrones, las leyes de conservación reflejan la homogeneidad del espacio, la transformación de Lorentz refleja la simetría rotacional del espacio-tiempo). Las leyes se comprueban constantemente de forma experimental para alcanzar grados cada vez mayores de exactitud. Este es uno de los principales objetivos de la ciencia. El hecho de que nunca se haya incumplido una ley concreta no excluye que se siga ensayando con mayor precisión y en distintas condiciones para confirmar si se sigue cumpliendo, si falla y qué puede aprenderse en el proceso.  Siempre existe la posibilidad de que una ley se invalide o se descubra que tiene limitaciones mediante evidencias experimentales y repetibles. No obstante, es poco probable que haya cambios fundamentales en una ley, ya que de entrada implicarían un cambio en los hechos experimentales de los que derivó.
Ciertamente, en algunos casos concretos se han invalidado leyes bien establecidas, pero puede decirse que las nuevas formulaciones creadas para explicar las discrepancias generalizan, y no revocan, estas leyes. Esto significa que se ha descubierto que las leyes invalidadas solo eran aproximaciones cercanas (ver abajo) a las que se deben añadir otros términos o factores que contemplen condiciones que no se habían considerado previamente, por ejemplo, escalas muy grandes o muy pequeñas de tiempo o espacio, cantidades enormes de masa o velocidad, etc. Por tanto, en lugar de un conocimiento inalterable, las leyes físicas se ven más como una serie de generalizaciones susceptibles de mejorar y de hacerse más precisas.
Muchas leyes físicas fundamentales son consecuencias matemáticas de distintas simetrías del espacio, el tiempo u otros aspectos de la naturaleza. Una de las estrategias para investigar leyes fundamentales de la naturaleza es buscar el grupo más general de simetría matemática que puede aplicarse a las interacciones fundamentales.

### Leyes como aproximaciones
Algunas leyes son solo aproximaciones a otras leyes más generales con un dominio restringido de aplicabilidad. Por ejemplo, la dinámica de Newton es una aproximación a la relatividad a una velocidad limitada, la gravitación de Newton es una aproximación a la relatividad general en condiciones de baja masa, y la ley de Coulomb es una aproximación a la electrodinámica cuántica en grandes distancias. En estos casos, lo normal es utilizar las versiones aproximadas de las leyes, más simples, en lugar de las leyes generales más precisas.
Otro caso interesante, es el del segundo principio de la termodinámica, a veces considerado como una "ley física" sin excepciones, aunque realmente el teorema de recurrencia de Poincaré predice que en muchos casos aparecerán tales violaciones. Y el teorema sobre la fluctuación de entropía pone límites a la probabilidad de observar cierto tipo de disminuciones.

## Historia
Si comparamos con épocas pasadas, las leyes de la naturaleza ocupan el espacio que ocupaba la causalidad divina por una parte y tesis como la teoría de las formas de Platón por otra.[cita requerida] Durante la ilustración se compararon las "leyes humanas" con las "leyes naturales", aunque el símil es muy imperfecto y el origen de las leyes físicas no parece impuesto por la voluntad de un Dios o fuerza superior, sino que muchas de las regularidades que retratan los enunicados de las leyes físicas se dan por razones diferentes a una restricción arbitraria de las posibilidades.
La observación de que existen regularidades subyacentes en la naturaleza data de la Prehistoria, y el reconocimiento de relaciones causa-efecto implica el reconocimiento de que existen leyes en la naturaleza. No obstante, el reconocimiento de dichas regularidades como leyes científicas universales (sin excepciones) estaba limitado por la injerencia del animismo y por la atribución a distintos dioses y seres sobrenaturales de muchos efectos que no tienen causas evidentes inmediatas, como los fenómenos meteorológicos, astronómicos y biológicos. La observación y especulación sobre la naturaleza estaba estrechamente ligada a la metafísica y a la moralidad.
En Europa, la teorización sistemática de la naturaleza (physis) comenzó con los filósofos y científicos griegos y continuó durante el periodo helenístico y el Imperio romano.
La formulación precisa de lo que hoy se reconocen como declaraciones modernas y válidas de las leyes de la naturaleza data del siglo XVII, con el inicio de la experimentación rigurosa y el desarrollo de formas avanzadas de la matemática. El moderno método científico que fue tomando forma en esa época (con [Francis Bacon]] y Galileo) perseguía la total separación de la ciencia y la teología, minimizando la especulación sobre metafísica y ética. El derecho natural en sentido político, concebido como universal, también se remonta a este periodo (con  Grocio, Spinoza y Hobbes entre otros).

## Leyes naturales fuera de la física
También se denominan leyes a algunos teoremas y axiomas matemáticos porque proporcionan base lógica a leyes empíricas, que retratan regularidades que aparecen de manera natural. También en química aparecen muchas leyes naturales que recogen regularidades observadas una y otra, vez lo mismo sucede en geología, biología y otras ciencias naturales.
Fuera de las ciencias naturales, también encontramos enunciados y afirmaciones que recuerdan a leyes físicas, por ejemplo,  la ley de Zipf o las leyes de Mańczak de la lingüística o la ley de Moore del crecimiento tecnológico. Muchas de estas leyes entran en la categoría de ciencia incómoda. Otras leyes son pragmáticas y producto de la observación, como la ley de consecuencias imprevistas. Por analogía, ciertos principios en otros campos de estudio se denominan a veces leyes, con poca precisión. Entre ellos, la navaja de Ockham como principio de la filosofía y el principio de Pareto en el ámbito de la economía.